# Kathedrale von Gaeta

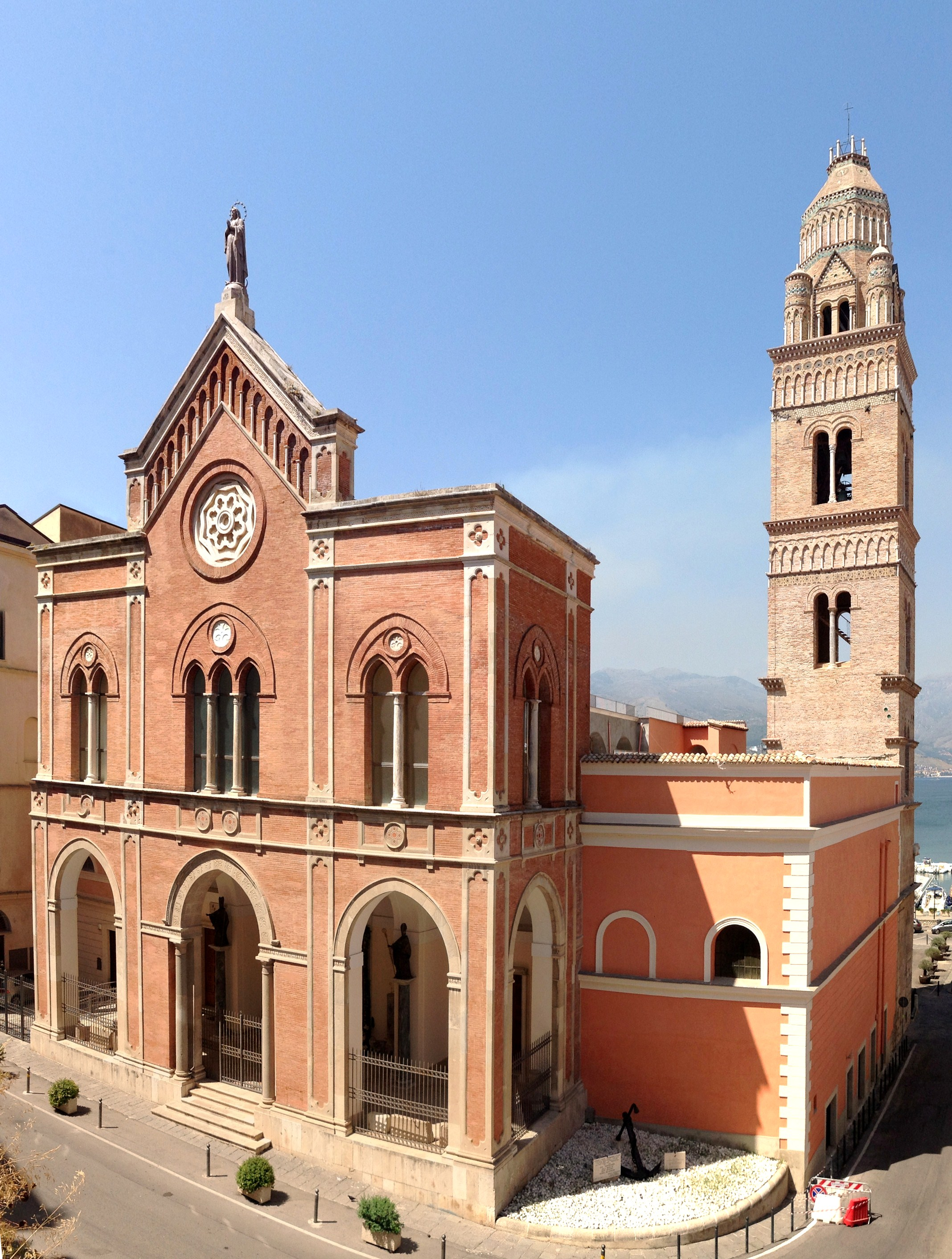
Kathedrale von Gaeta

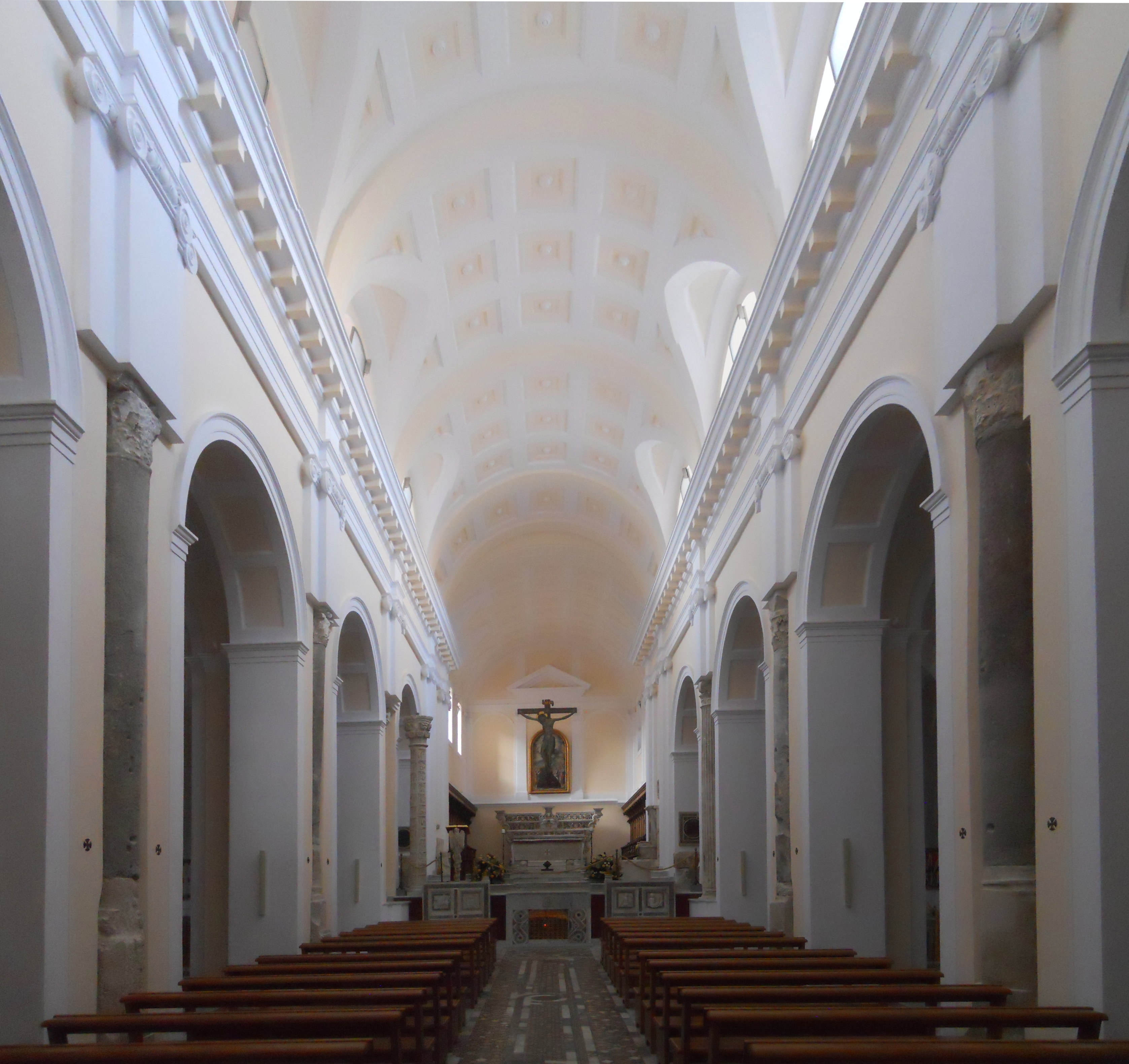
Innenraum

Die Kathedrale von Gaeta oder die Kathedrale Mariä Himmelfahrt und St. Erasmus (italienisch Cattedrale dei Santi Erasmo e Marciano e di Santa Maria Assunta) ist eine Kirche in Gaeta in der italienischen Region Latium. Die Kathedrale des Erzbistums Gaeta ist Mariä Aufnahme in den Himmel, Erasmus von Antiochia und Marcian von Syrakus gewidmet und hat den Rang einer Basilica minor. Die heute barocke Kathedrale wurde wiederholt wesentlich umgestaltet, die Größe der Kirche, die Anzahl der Kirchenschiffe und die Ausrichtung wurden dabei verändert.

## Geschichte
Die in Hafennähe gelegene, kleine Kirche Santa Maria del Parco aus dem 7. Jahrhundert wurde nach der Verlegung des Bischofssitzes von Formia nach Gaeta im 9. Jahrhundert zur ersten Kathedrale, in die auch die Reliquien des hl. Erasmus und anderer Märtyrer verlegt wurden. Deren Wiederentdeckung im Jahr 917 führte zu Erweiterungs- oder Umbauarbeiten an der Kathedrale, die 1106 von Papst Paschalis II. (1099–1118) der Allerheiligsten Jungfrau Maria Himmelfahrt und dem Heiligen Erasmus geweiht wurde. Diese zweite romanische Kathedrale soll die Form eines Patriarchenkreuzes mit sieben Schiffen und sechs Reihen von Marmorsäulen gehabt haben, welche bei der Restaurierung 2014 teilweise freigelegt wurden. Nach dem Erdbeben von 1231 wurde die Kirche mit Unterstützung von Papst Alexander IV. (1254–1261) wiederhergestellt. Dabei wurden wohl die nur noch an einzelnen Stellen erhaltenen gotischen Spitzbogengewölbe eingezogen. Nach dem Erdbeben von 1349 war eine erneute Wiederherstellung erforderlich; zwar gibt es darüber keine schriftlichen Dokumente, aber die Fresken an den Gewölben des siebten Schiffs werden stilistisch auf die zweite Hälfte des 14. Jahrhunderts datiert. Die Fassade des Gebäudes sollte ursprünglich zum Meer hin ausgerichtet gewesen sein und an den Glockenturm angegrenzt haben.
Der bis heute bestehende 57 Meter hohe Glockenturm wurde zwischen 1148 und 1279 gebaut. Sein Sockelgeschoss ist eine offene Halle aus Naturstein, darunter mehrere Spolien. Der Eingangsbogen ist spitz, aber der Bogen zwischen den beiden Jochen der Halle ist rund. Auf diesem Bogen ist der Name des Handwerkers eingemeißelt, der den Bau begonnen hat, ein MAGISTER NiCOLANGELVS ROMANVS. Schaft und Spitze sind in arabonormannischem Stil errichtet. 

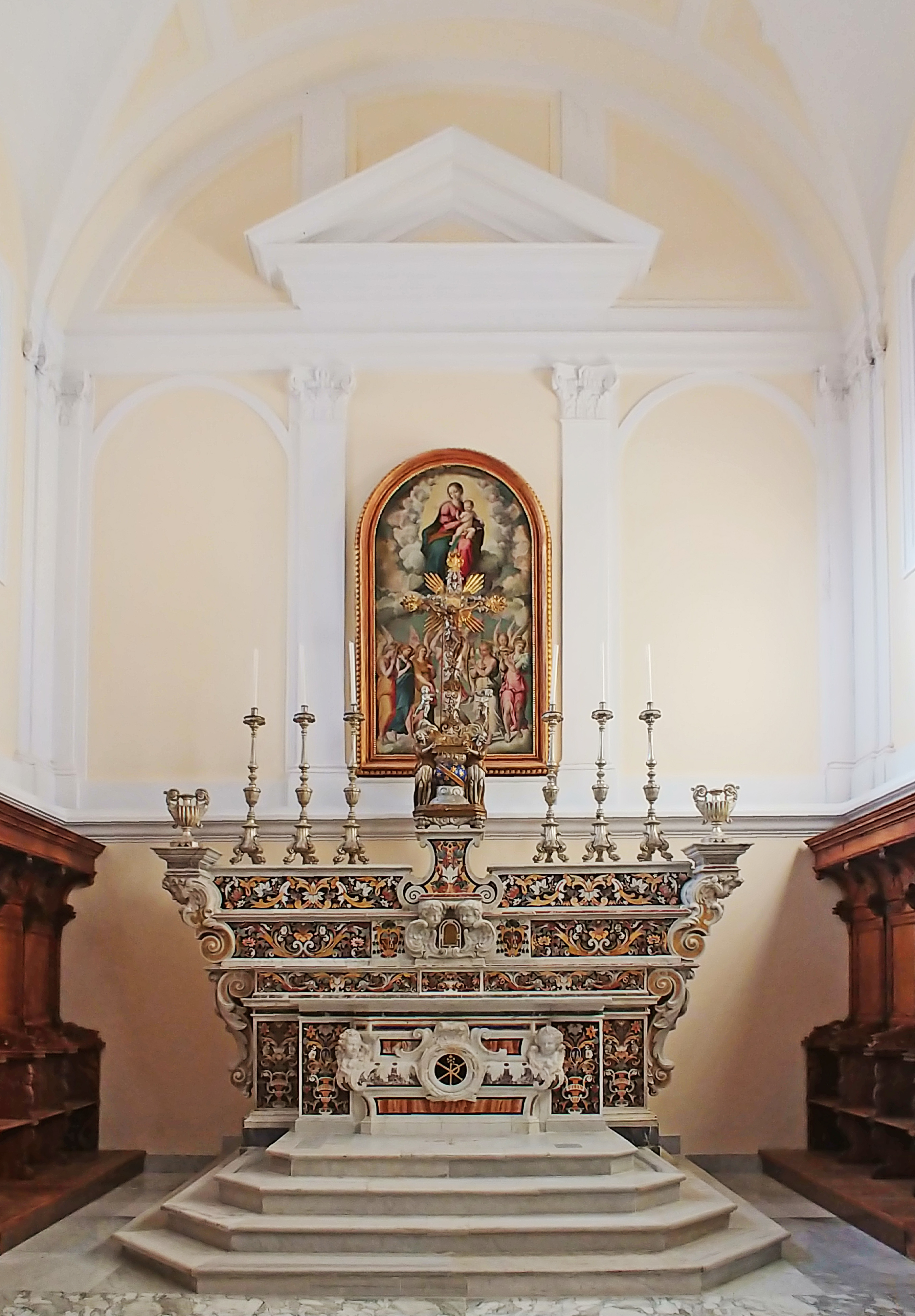
Hochaltar

Im 17. Jahrhundert erhielt die Kirche mit dem Bau der Krypta zwischen 1620 und 1644 durch Giacomo und Dionisio Lazzari für die Gebeine der Heiligen eine barocke Umgestaltung mit Fresken von Giacinto Brandi (1662–1664) über den hl. Erasmus. Mit der neuen Krypta wurde auch die der Ausrichtung der Kathedrale umgekehrt und der Chor erweitert, der ein hölzernes Chorgestühl und 1683 einen Altar aus polychromem Marmor erhielt.
Zwischen 1788 und 1793 wurde das Gebäude vollständig renoviert, wobei die Anzahl der Kirchenschiffe auf drei reduziert wurde, die durch zwei Reihen mit sechs gemauerten Säulen geteilt werden. Die Anlage wurde durch ein erhöhtes Querschiff abgeschlossen, das in den Chor führte. Die Kathedrale wurde am 28. Mai 1793 erneut geweiht. Im Jahr 1903, anlässlich des 1600. Jahrestages des Martyriums des hl. Erasmus, wurde eine neue Südfassade in neugotischem Stil errichtet, mit einer offenen Vorhalle, aus der drei Portale ins Kirchenschiff führen.
1848 wurde das Bistum durch Papst Pius IX. zur Erzdiözese und die Kathedrale zur Basilica minor erhoben.
Der Zweite Weltkrieg verursachte erhebliche Schäden an der Kathedrale: In der Nacht vom 8. auf den 9. September 1943 verwüstete die Explosion einer Bombe im Chorraum das Innere. Viele Kunstwerke wie auch Teile der Fresken gingen verloren. Die Kathedrale wurde zwischen 1946 und 1950 restauriert und am 23. November 1950 geweiht. Zwischen 2009 und 2014 wurden neue grundlegende Restaurierungen durchgeführt, die die vielen Phasen des Baus der Kathedrale verdeutlichen.